# Abbeville (Alabama)
Cet article concerne la ville américaine dans l’État de l'Alabama. Pour les autres lieux portant ce nom, voir Abbeville (homonymie).
La ville d'Abbeville est le siège du comté de Henry, dans l'État de l'Alabama, aux États-Unis. Elle fait partie de l'aire statistique métropolitaine de Dothan. Lors du recensement de 2010, elle était peuplée de 2 688 habitants. Abbeville est le siège de deux lycées : Abbeville High School et Abbeville Christian Academy.

## Géographie
Selon le Bureau du recensement des États-Unis, la ville s'étend sur 40 km2. Elle est à 27 miles (43 kilomètres) de Dothan (Alabama), et à 98 miles (157 kilomètres) de Birmingham (Alabama).

## Gouvernement
Abbeville est dirigé par un conseil municipal, constitué de 5 membres qui sont élus dans les différents districts. Le maire est élu à la majorité.
Le maire de la ville est Jimmy Money.

## Médias
Abbeville est le siège de WESZ-LP, une station de radio locale.

## Anecdote
Abbeville est la première ville qui apparaît par ordre alphabétique dans le Rand McNally Route Atlas.

## Éducation
Écoles publiques
- Abbeville High School
- Abbeville Elementary School

École privée
Abbeville Christian Academy

## Personnalités originaires de la ville
- Chris Porter, ancien joueur de basket de l'Université d'Auburn et joueur professionnel de basket.
- Recy Taylor, une Afro-Américaine dont l'enlèvement par six hommes blancs a provoqué une manifestation pour le tout jeune Mouvement afro-américain des droits civiques

## Démographie
| 1850 | 1890 | 1900 | 1910  | 1920  | 1930  | 1940  | 1950  |
| ---- | ---- | ---- | ----- | ----- | ----- | ----- | ----- |
| 300  | 465  | 889  | 1 141 | 1 267 | 2 047 | 2 080 | 2 162 |

| 1960  | 1970  | 1980  | 1990  | 2000  | 2010  | - | - |
| ----- | ----- | ----- | ----- | ----- | ----- | - | - |
| 2 524 | 2 996 | 3 155 | 3 173 | 2 987 | 2 688 | - | - |

## Référence
- (en) Cet article est partiellement ou en totalité issu de l’article de Wikipédia en anglais intitulé « Abbeville, Alabama » (voir la liste des auteurs).

1. ↑  « Statistiques des États-Unis - Profils des communautés de 2010 - Abbeville » (consulté en septembre 2020)